# سد اوکسکرال
سد اوکسکرال (به لاتین: Oxkraal Dam) یک سد در آفریقای جنوبی است که در Whittlesea, Eastern Cape واقع شده‌است.